# Compact Disco
Compact Disco – węgierski zespół muzyczny, grający muzykę elektroniczną i pop założony w 2008 roku w Budapeszcie przez trzech muzyków: Behnama Lotfiego, Gábora Pála i Csaba Walkó; reprezentant Węgier podczas 57. Konkursu Piosenki Eurowizji w 2012 roku.

## Historia zespołu

### Początki
Behnam Lotfi, Gábor Pál, Attila Sándor i Csaba Walkó spotkali się po raz pierwszy w 2005 roku, podczas przesłuchań zorganizowanych przez duet Collins and Behnam, który poszukiwał wokalisty do nagrania coveru utworu „Killer” z repertuaru Adamskiego i Seala. Po emisji programu American Idol artyści zauważyli Walkó, któremu zaproponowali współpracę. Wokalista śpiewał w tym czasie w funkowo-popowym zespole Brownfield, więc poprosił członków grupy o pomoc przy nagrywaniu numeru. Jednym z członków formacji był Gábor Pál, który był również liderem węgierskiego zespołu Toy Division.
Latem 2008 roku Lotfi postanowił stworzyć swój własny projekt muzyczny, do którego zaprosił Walkó i Pálema. W sierpniu 2008 roku muzycy zaczęli współpracę od pisania swojego debiutanckiego utworu. Komponowanie i produkcja materiału na pierwszy album studyjny trwała do marca 2009 roku. W kwietniu zaczęto sesję nagraniową, którą zrealizowano w Gábor Némethy's Groovejack Studio. Po zakończeniu nagrań w lipcu, niezależna węgierska wytwórnia płytowa CLS Music (wówczas CLS Records) zainteresowała się wydaniem płyty zespołu, na co otrzymała ich zgodę.

### 2009-10:Stereoid
W listopadzie 2009 roku premierę miał pierwszy teledysk zespołu, nagrany do utworu „I'm in Love”. Singiel trafił do pierwszej dziesiątki węgierskiej listy przebojów, a jego remiks trafił na wysokie miejsca notowań radiowych w brytyjskim Buzz Chart oraz szwajcarskim DJ Chart. W grudniu ukazał się debiutancki album zespołu - Stereoid. Miesiąc później muzycy wyruszyli w trasę promocyjną, grając koncerty na Węgrzech, w Transylwanii i Rumunii.
Niedługo po wydaniu płyty, zespół otrzymał nominację do krajowych nagród fonograficznych Fonogram Awards 2010 w kategorii Najlepszy występ muzyki elektronicznej. W maju tego samego roku ukazał się drugiego teledysk formacji, nagrany do utworu „Without You”. Zespół otrzymał wówczas nominację od magazynu młodzieżowego Bravo do nagród Otto Awards 2010 w kategorii Najlepszy debiut oraz dostał zaproszenie na akustyczne show w programie Akusztik na kanale muzycznym węgierskiego radia MR2 Petőfi. Sesję radiową, zrealizowaną wcześniej, wyemitowano się we wrześniu.
Podczas sezonu letnich koncertów grupie zaproponowano nagranie coveru utworu z repertuaru Ákosa w węgierskiej telewizji MTV Icon. Do współpracy został zaproszony basista Attil Sándoa, który w listopadzie został oficjalnie czwartym członkiem Compact Disco. W tym samym czasie, formacja nagrała i opublikowała swój trzeci teledysk, zrealizowany do singla „Fly or Dive”. 15 listopada grupa wygrała popularny MTV brand:new, a 6 grudnia wydała re-edycję swojego debiutanckiego krążka Stereoid w formacie digital download.

### 2010-11:II
W grudniu 2010 roku zespół rozpoczął pracę nad drugim albumem zatytułowanym II, który miał swoją premierę 14 maja następnego roku. Pierwszy singiel promujący płytę, „Feel the Rain”, trafił na pierwsze miejsce węgierskiej listy przebojów MR2 Petőfi Rádió's Top 30.
W styczniu 2011 roku zespół był nominowany do nagrody Fonogram Awards 2011 w trzech kategoriach: Najlepszy występ muzyki elektronicznej, Najlepszy debiut, Najlepsza piosenka. 2 marca odbyła się gala finałowa, podczas której grupa otrzymała statuetkę za zwycięstwo w pierwszej kategorii. 24 kwietnia wygrała także nagrodę Antropos.hu Award 2011 w kategorii Album roku 2010, otrzymała też nominację do VIVA Comet w kategorii Zespół roku 2010.
W maju firma Red Bull Hungary przygotowała koncert Liszt Remix, organizowany z okazji 200. rocznicy urodzin węgierskiego kompozytora i wirtuoza fortepianu, Ferenc Liszta. Podczas uroczystości zespół zagrał remiks utworu „Hungarian Rhapsody No. 2” z repertuaru pianisty, a jego kompozycji „Liebestraum No. 3” użyli jako wstępu do singla „Feel the Rain”. Na potrzeby koncertu, zespół prze-aranżował także swój drugi singiel „Without You”, który trafił do radia airplay.

### 2012: Konkurs Piosenki Eurowizji
11 lutego 2012 roku Compact Disco wystąpił w finale krajowych selekcji eurowizyjnych A Dal. Zespół wykonał wówczas utwór „Sound of Our Hearts”, z którym wygrał eliminacje i został reprezentantem Węgier podczas 57. Konkursu Piosenki Eurowizji. 22 maja wystąpił w pierwszym półfinale konkursu i z dziesiątego miejsca awansował do finału, w którym ostatecznie uplasował się na 24. miejscu.

### Od 2013:The Storm
W styczniu 2013 roku zespół zaczął pracę nad materiałem na swój trzeci album. W tym czasie grupa zakończyła współpracę z wytwórnią CLS Music, a w marcu podpisała umowę z wytwórnią Tom Tom Records. Pierwszym singlem zapowiadającym nową płytę został utwór „We Will Not Go Down”, który ukazał się w maju. W tym samym roku ukazały się jeszcze dwa kolejne single zwiastujące album – „The Storm” i „You Don’t Care”. W listopadzie ostatecznie ukazał się trzeci krążek długogrający zespołu zatytułowany The Storm, po premierze którego grupa wyruszyła w trasę koncertową.
Po wygaśnięciu ważności kontraktu płytowego z Tom Tom Records, zespół zdecydował się w maju 2014 roku na podpisanie rocznej umowy z wytwórnią Magneoton. W marcu tego samego roku grupa zagrała dwugodzinny koncert akustyczny w znanym stołecznym Pałacu Sztuki w ramach specjalnego projektu MR2 Akusztik+ a MüPából organizowanego przez Petőfi Rádió oraz emitowanego przez Publiczną Telewizję Węgierską. W czerwcu ukazał się nowy singiel zespołu – „Ms. Right”.

## Dyskografia

### Albumy studyjne
| Rok  | Tytuł     | Wytwórnia       |
| ---- | --------- | --------------- |
| 2009 | Stereoid  | CLS Music       |
| 2011 | II        | CLS Music       |
| 2013 | The Storm | Tom Tom Records |

### Single
| Rok  | Tytuł                          | Najwyższa pozycja | Najwyższa pozycja | Najwyższa pozycja | Album     |
| Rok  | Tytuł                          | BEL Tip           | HUN Dance         | HUN               | Album     |
| ---- | ------------------------------ | ----------------- | ----------------- | ----------------- | --------- |
| 2009 | „I’m in Love”                  | –                 | 2                 | –                 | Stereoid  |
| 2010 | „Without You”                  | –                 | –                 | –                 | Stereoid  |
| 2010 | „Fly or Dive”                  | –                 | –                 | –                 | Stereoid  |
| 2011 | „Feel the Rain”                | –                 | 29                | 7                 | II        |
| 2012 | „Sound of Our Hearts”          | 83                | 20                | 2                 | –         |
| 2012 | „Leave It Up to Me”(z Columbo) | –                 | 26                | 28                | II        |
| 2012 | „Fly to You”                   | –                 | –                 | 9                 | II        |
| 2013 | „We Will Not Go Down”          | –                 | –                 | 9                 | The Storm |
| 2013 | „The Storm”                    | –                 | –                 | 6                 | The Storm |
| 2013 | „You Don’t Care”               | –                 | –                 | –                 | The Storm |
| 2014 | „We Will Not Go Down”          | –                 | –                 | –                 | –         |

### Inne wyróżnione utwory
| Rok  | Tytuł                   | Wytwórnia |
| ---- | ----------------------- | --------- |
| 2010 | „Without You” (remiksy) | CLS Music |
| 2011 | „Fly or Dive”           | Age Media |
| 2011 | „Without You”           | Age Media |
| 2012 | „The Plan”              | CLS Music |

## Nagrody i nominacje
| Rok  | Nagroda                 | Kategoria                               | Wynik     |
| ---- | ----------------------- | --------------------------------------- | --------- |
| 2010 | Fonogram Awards         | Najlepszy występ muzyki elektronicznej  | Nominacja |
| 2010 | Bravo Otto Awards       | Najlepszy debiut                        | Nominacja |
| 2011 | Fonogram Awards         | Najlepszy występ muzyki elektronicznej  | Wygrana   |
| 2011 | Fonogram Awards         | Najlepszy debiut                        | Nominacja |
| 2011 | Fonogram Awards         | Najlepsza piosenka („I'm in Love”)      | Nominacja |
| 2011 | Antropos.hu Awards      | Album roku 2010                         | Wygrana   |
| 2011 | VIVA Comet              | Zespół roku 2010                        | Nominacja |
| 2011 | MTV Europe Music Awards | Najlepszy lokalny artysta - Węgry       | Wygrana   |
| 2011 | MTV Europe Music Awards | Wordwide Act - Europa                   | Nominacja |
| 2012 | Fonogram Awards         | Najlepszy występ muzyki elektronicznej  | Nominacja |
| 2012 | Fonogram Awards         | Najlepsza piosenka („Feel the Rain”)    | Nominacja |
| 2015 | Fonogram Awards         | Najlepsze wydanie muzyki elektronicznej | Nominacja |